# Джаранвала
Джаранвала (англ. Jaranwala) — город в пакистанской провинции Пенджаб, расположен в округе Фейсалабаде.

## Административно-территориальное устройство
Джаранвала — административный центр одноимённого техсила (который делится на 57 союзных советов).

## Географическое положение
Высота центра города составляет 184 метрa над уровнем моря.

## Демография
Население города по годам:
| 1961   | 1972   | 1981   | 1998    | 2010    |
| ------ | ------ | ------ | ------- | ------- |
| 26 953 | 46 494 | 69 459 | 103 308 | 130 522 |